# Furto
Il furto è l'illecito che si consuma con l'impossessamento indebito di un bene mobile di proprietà altrui mediante una condotta sottrattiva nei confronti del detentore dello stesso bene. In tempi recenti la disciplina è stata estesa al furto di beni immateriali.

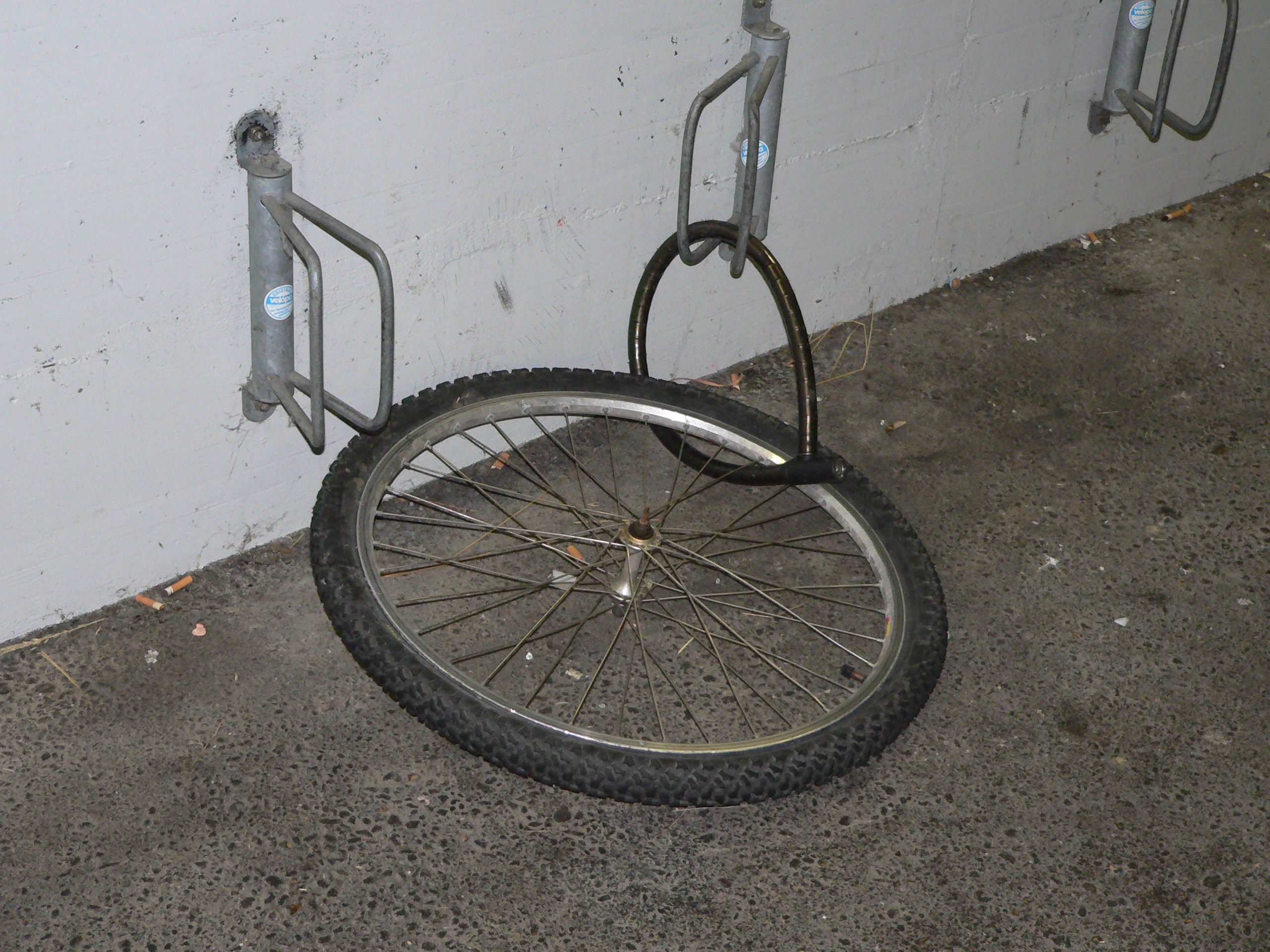
Uno dei furti più classici: una bicicletta rubata.

## Il furto nel diritto romano
Nella sistemazione del diritto romano, si ha furtum qualora qualcuno tenga nei confronti di una cosa, oggetto di un diritto reale altrui, un comportamento doloso contrario alla volontà del titolare, lesivo di tale diritto reale e tendente ad assicurarsi un lucro. Tale è la definizione, famosissima, del giurista romano Paolo: "Furtum est contrectatio rei fraudolosa vel ipsius rei vel etiam usus eius possessionisve, quod lege naturali prohibitum est admittere. "

## Il furto nel diritto medievale
Dopo esser stato per lungo tempo affidato alla vendetta privata, nel Medioevo il furto conobbe un fortissimo inasprimento sanzionatorio: per la sua commissione fu prevista la pena di morte.

## Il furto nel diritto penale italiano
Il furto in diritto penale è un reato contro il patrimonio previsto dall'art. 624 c.p. Tale disposizione è stata oggetto di riforma negli ultimi anni. Con la l. 205/99 il legislatore ha modificato il regime di procedibilità (da procedibilità d'ufficio a querela della persona offesa); con la l. 128/01, il "Pacchetto sicurezza" il legislatore ha innalzato il minimo edittale a 6 mesi (in precedenza non previsto ed interpretato dalla dottrina in 15 giorni, minimo assoluto per la pena della reclusione).

### Elementi oggettivi

#### Soggetto attivo
Il delitto può essere commesso da chiunque, ma è controverso se anche il proprietario possa commettere furto sul proprio bene: se cioè possa configurarsi la fattispecie di furto nel caso in cui un soggetto, proprietario di un dato bene, sottragga quel bene a colui che attualmente vi eserciti un diritto reale o personale di godimento (furtum rei propriae) o ne eserciti il possesso (furtum possessionis). Sul punto la giurisprudenza ha mostrato un orientamento piuttosto oscillante, con particolare riferimento al requisito dell'altruità della cosa, quale necessario presupposto per l'integrazione del reato.

#### Oggetto
L'oggetto tutelato dall'ordinamento e proprio del reato in questione è il possesso di una cosa mobile altrui. Sia il legislatore, parlando di spossessamento, sia la maggioranza della dottrina ravvisano una lesione dell'interesse del possessore, a parte qualche autore dell'idea che il furto sia una violazione della proprietà: tuttavia il reato non sempre comporta uno svantaggio per il proprietario, specialmente quando questi non è contemporaneamente il possessore. Al possessore spetta, pertanto, il diritto di querela.
L'oggetto materiale dell'azione del furto è necessariamente una cosa mobile. Come tale si intende ogni entità fisico-materiale, diversa dall'uomo o dal cadavere, che presenti i caratteri della definitezza spaziale e dell'esistenza autonoma, e sia idonea a soddisfare un bisogno umano sia morale che materiale e formare oggetto di diritti patrimoniali. Tale cosa deve essere suscettibile di valore di scambio (pecuniario o affettivo). Tra le cose mobili vengono inserite anche le energie naturali (energia elettrica, gas, energia termica), purché costituiscano una sottrazione ad altri soggetti. Le onde radio in chiaro, che possono essere percepite da tutti, non possono costituire oggetto di furto; diverso è il caso delle onde radio relative ai sistemi informatici, anche se le relative reti non sono state protette da password: la giurisprudenza è unanime nel ritenere che il collegamento a Internet attraverso reti wireless non protette i cui diritti di utilizzo sono detenuti da terzi, in forza di contratti con Internet Service Provider, costituisce reato di furto.

Da quanto detto, deriva che i beni immobili non rientrano nell'ambito di applicazione di questo reato, ma sono disciplinati da altri istituti giuridici.

#### Azione
L'azione esecutiva che costituisce il reato è l'impossessamento del bene altrui: questo impossessamento deve essere seguito senza minaccia o violenza, per non trapassare nell'ipotesi di rapina.
Stabilire quando si verifica l'impossessamento ha creato varie correnti di pensiero storiche:
1. Porre la mano sulla cosa altrui
2. Spostamento della cosa altrui dal luogo in cui si trova (teoria dell'amotio)
3. Asportazione della cosa altrui fuori dalla sfera di custodia del possessore (teoria dell'ablatio)
4. Trasporto da parte del ladro della cosa rubata nel luogo prestabilito (teoria dell'illazione)

L'attuale codice, all'art. 624, parla esplicitamente di sottrazione e impossessamento. La sottrazione presuppone la mancanza di possesso da parte del ladro e il dissenso ovvio del possessore. Sebbene giurisprudenza e gran parte della dottrina ritengano la sottrazione elemento unico e caratterizzante dell'azione, chiari autori come Antolisei da tempo evidenziano varie lacune di questo tipo di interpretazione, proponendo visioni più coerenti, ovvero il perfezionamento del reato che si consuma con l'impossessamento del bene già sottratto, poiché non sempre i due momenti coincidono, dando oltretutto più portata d'applicazione all'aspetto del tentato furto.
Per la consumazione del reato è sufficiente che la cosa sottratta sia passata sotto il dominio esclusivo dell'agente anche se per breve tempo e senza spostamento dal luogo della sottrazione. In tal senso si è espressa la Cassazione Sez. VI, 7 aprile 2005, n.22588, fattispecie nella quale l'autore del furto, dopo aver sottratto il corpo del reato dalla cassaforte dell'ufficio, lo aveva riposto all'interno della propria autovettura posteggiata nel cortile dell'edificio, essendo poco dopo sorpreso dalle Forze dell'ordine.

#### Elemento soggettivo
Il coefficiente psicologico è il dolo specifico, il che significa che l'agente deve essere consapevole dell'altruità della cosa mobile e volerne la sottrazione e l'impossessamento, nonché avere lo scopo di ricavarne un profitto per sé o per altri; se è necessaria la coscienza che la cosa sia di altri, l'autore che ritenga, per un errore di fatto oppure per un errore nell'interpretazione di disposizioni non penali, di vantare un diritto sul bene non commette furto; dal momento che il profitto deve rappresentare l'intenzione con cui il soggetto agisce, colui che non consegua il profitto sperato avrà ugualmente consumato il furto.
L'idea di profitto può avere un significato strettamente economico oppure comprendere qualsiasi tipo di vantaggio per l'agente, ma è quest'ultimo orientamento ad aver prevalso in giurisprudenza ed in dottrina. Si è posto il problema se il profitto debba essere necessariamente illecito oppure anche un profitto lecito possa integrare il furto, precisando che per profitto lecito si intende quel profitto che si fonda su un diritto riconosciuto dall'ordinamento; la dottrina maggioritaria propende per la soluzione che anche un profitto lecito configurerebbe il reato, mentre la giurisprudenza oscilla.
Nel sentito comune, molto rilevante per quanto riguarda la genesi a livello politico del diritto normativo, l'aspetto soggettivo è ampiamente ed aspramente dibattuto. Un esempio tra i tanti è la discussione circa l'inclusione nel concetto di furto della fattispecie della appropriazione indebita di fondi pubblici per fini privati commessa da rappresentanti politici eletti.

### Circostanze aggravanti

#### Uso della violenza sulla cosa

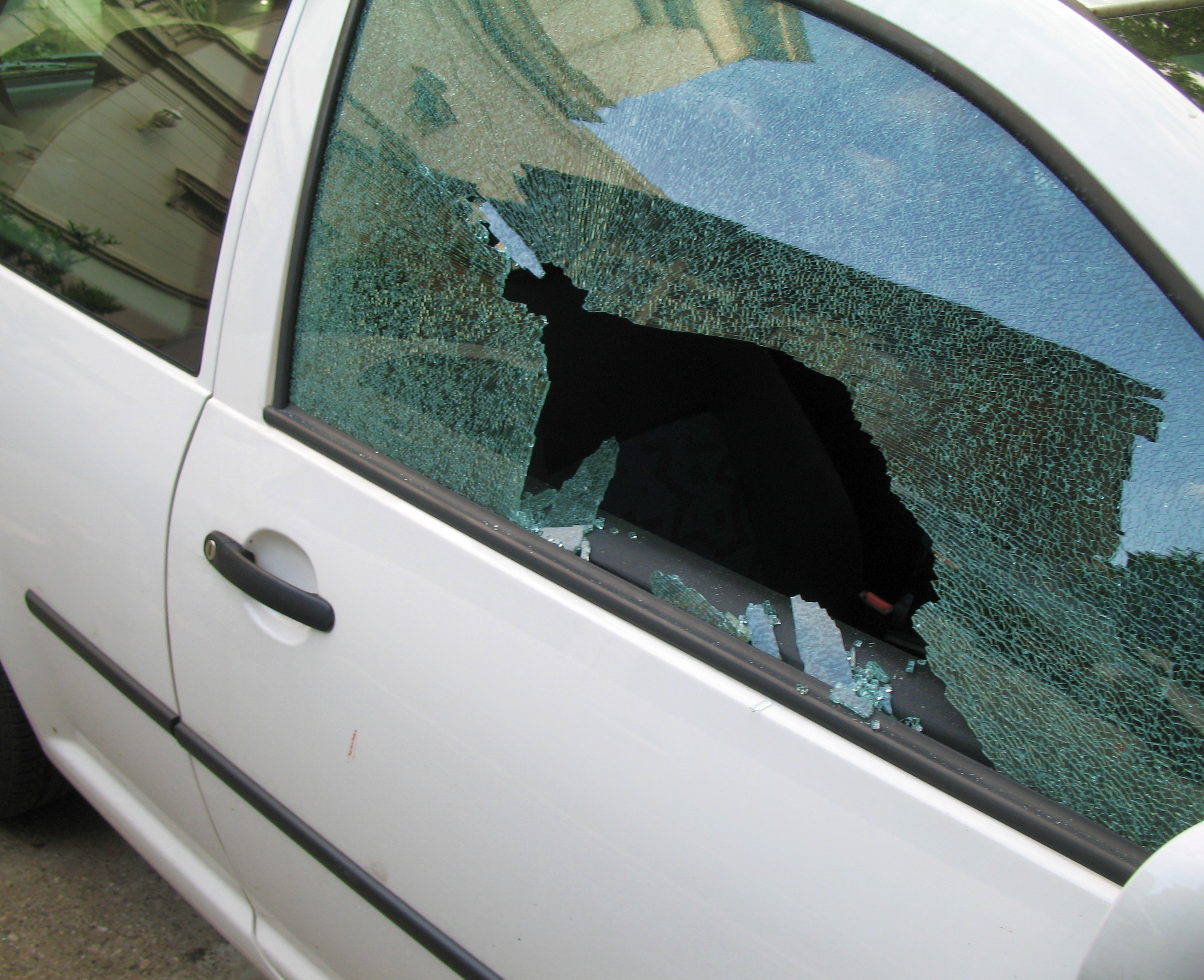
Vetro rotto in un'auto

La ragione dell'aggravante (cosiddetta "effrazione") sta nella maggiore pericolosità che l'agente dimostra servendosi della violenza e nella riduzione della difesa del bene, prodotta dall'uso di un mezzo di aggressione più efficace del normale.
Usare violenza sulla cosa significa danneggiarla, trasformarla oppure destinarla ad una finalità diversa da quella che ha originariamente; il significato del termine "danneggiare" viene fornito dal delitto di danneggiamento, il quale stabilisce che danneggiare un bene significa distruggerlo, disperderlo, deteriorarlo o renderlo inservibile. La violenza deve essere operata prima o compiendo il reato, dunque non è rilevante ai fini del furto che la cosa sia stata fatta oggetto di violenza dopo il fatto; inoltre la cosa sulla quale si rivolge la violenza deve presentare una sufficiente capacità difensiva, altrimenti non emerge l'aggressività dell'agente.
L'oggetto della violenza deve essere necessariamente la cosa, poiché l'uso della violenza contro la persona è elemento oggettivo del reato di rapina.
L'aggravante è incompatibile con la contravvenzione di possesso ingiustificato di chiavi alterate o grimaldelli poiché l'uso di tali strumenti è strumentale alla commissione del furto e dunque il relativo possesso è giustificato.

#### Uso di mezzi fraudolenti
L'aggravante è prevista in quanto l'uso di mezzi fraudolenti evidenzia una maggiore aggressività da parte dell'agente e genera una diminuzione della difesa del bene a causa dell'insidiosità del mezzo.
Per mezzo fraudolento si intende uno strumento oppure uno stratagemma diretto a superare l'ostacolo che l'avente diritto abbia posto a difesa del bene. L'ostacolo può essere materiale o personale: i mezzi tradizionali per aggirare l'ostacolo materiale sono la chiave e la scalata, mentre per l'ostacolo personale è il raggiro. 
La chiave è uno strumento fraudolento sia quando è falsa sia quando è autentica, ma in questo secondo caso il ladro deve esserne venuto in possesso illegittimamente; la scalata consiste invece nell'introdursi all'interno di un luogo con modalità differente da quella ordinaria.
Il raggiro deve avere lo scopo di facilitare la sottrazione della cosa e non di farsela consegnare dal soggetto passivo, altrimenti si configura il reato di truffa, dove l'artificio è finalizzato ad ottenere l'atto di disposizione patrimoniale da parte dell'offeso.

#### Furto di capi di bestiame
Il furto che abbia ad oggetto capi di bestiame prende il nome di abigeato. La pena è aumentata se vengono sottratti almeno tre esemplari da un insieme omogeneo di animali di taglia minuta o media (gregge, mandria), oppure anche un solo esemplare qualora bovino od equino. L'aggravante trova la propria ratio nel particolare allarme sociale che, specie in aree rurali, il furto in esame comporta.

#### Furto di armi, munizioni ed esplosivi
Il furto è aggravato se ad essere rubati sono armi, munizioni o esplosivi che si trovano in un'armeria, in un deposito o in un qualsiasi altro luogo la cui funzione sia il loro stoccaggio; l'aumento della pena per tali circostanze si giustifica in quanto si tratta di beni particolarmente pericolosi.

### Furto in abitazione e furto con strappo
Nella realtà è infrequente che la condotta rimanga nei limiti dell'art. 624 del codice penale e piuttosto non si concretino delle circostanze aggravanti, quali l'effrazione o la commissione su beni esposti per necessità uso o consuetudine o destinazione alla pubblica fede.

Recentemente il Legislatore, facendosi interprete della preoccupazione generale per la sicurezza pubblica, ha introdotto il reato autonomo del furto in abitazione e del furto con strappo (art. 624 bis).

Il primo caso si ha allorché il furto è consumato introducendosi in edificio od altro luogo (potrebbe essere, per esempio, un natante od una roulotte) destinato in tutto od in parte a privata dimora ovvero nelle pertinenze della stessa.

La seconda ipotesi (comunemente detta "scippo") si ha allorché la sottrazione del bene avviene strappando la cosa alla persona (non con violenza rivolta verso la persona perché in tal caso si integrerebbe il reato di rapina).

Le summenzionate modalità antecedentemente erano circostanze aggravanti del reato di furto e non elementi costitutivi di un reato autonomo.
La pena edittale è della reclusione da uno a sei anni e della multa da Euro 309,00 ad Euro 1.032,00.

Se ricorre una o più delle circostanze aggravanti di cui all'art. 625 del codice penale si applica la pena della reclusione da tre a dieci anni e della multa da Euro 206,00 ad Euro 1.549,00.

## Circostanze attenuanti
Con sentenza n. 28243 del 28 giugno 2013 le Sezioni Unite della Cassazione Penale hanno affermato che, qualora sia portato a compimento e risulti un danno di valore e entità lievi, si debba concedere l'attenuante del danno comune di lieve tenuità. Quindi, le attenuanti sulla tenuità del danno si applicano anche alla forma tentata dei reati contro il patrimonio.

## Furti diversi o minori
- Furto d'uso
- Spigolamento abusivo

## Reati affini
- Appropriazione indebita
- Peculato
- Furto d'identità
- Rapina

## Testi normativi
- Codice penale